# Улица Бердышева
Улица Бердышева — улица, расположенная в микрорайоне Обь ГЭС (Советский район Новосибирска). Начинается от улицы Печатников. Заканчивается, соединяясь с улицей Сторожевой. Основная часть улицы проходит по территории частного сектора (посёлок Плановый).

## Название
Улица названа в честь Героя Советского Союза, участника Великой Отечественной войны Василия Архиповича Бердышева.

## Учреждения
- Государственная Новосибирская клиническая психиатрическая больница № 3
- Новосибирский областной наркологический диспансер
- Детский сад № 483, «Звездочка»
- Средняя общеобразовательная школа № 165
- Новосибирская Академия Дизайна и Программирования
- Универсам удачных покупок, сеть супермаркетов

## Транспорт
Остановки
- Бердышева
- Механизаторов
- Смежная

Автобусы
- 23 (Общественный торговый центр — ОРМЗ)

Маршрутное такси
- 43 (1223) (Общественный торговый центр — ОРМЗ)
- 55 (1255) (Центральный корпус — ОРМЗ)